# 栗見村
栗見村（くりみむら）は、滋賀県神崎郡にあった村。現在の東近江市の北西端、琵琶湖岸の福堂町・栗見新田町・栗見出在家町にあたる。

## 地理
- 湖沼：琵琶湖、大中湖
- 河川：愛知川、大同川

## 歴史
- 1889年（明治22年）4月1日 - 町村制の施行により、新宮村（1879年に新村と宮西村が合併して成立）・乙女浜村・福堂村・栗見新田村・栗見出在家村の区域をもって発足。
- 1897年（明治30年）8月15日 - 大字新宮・乙女浜が分立して栗見荘村が発足。
- 1942年（昭和17年）2月11日 - 能登川村・伊庭村・五峰村・八幡村と合併して能登川町が発足。同日栗見村廃止。